# Aeroporto di Aarhus
L'aeroporto di Aarhus (ICAO:EKAH - IATA: AAR) è un aeroporto civile danese a servizio della città di Aarhus, situato in località Tirstrup, nel comune di Syddjurs, a circa 36 km a nordest di Aarhus.